# Seitenaltar (Marienkirche Rieden)

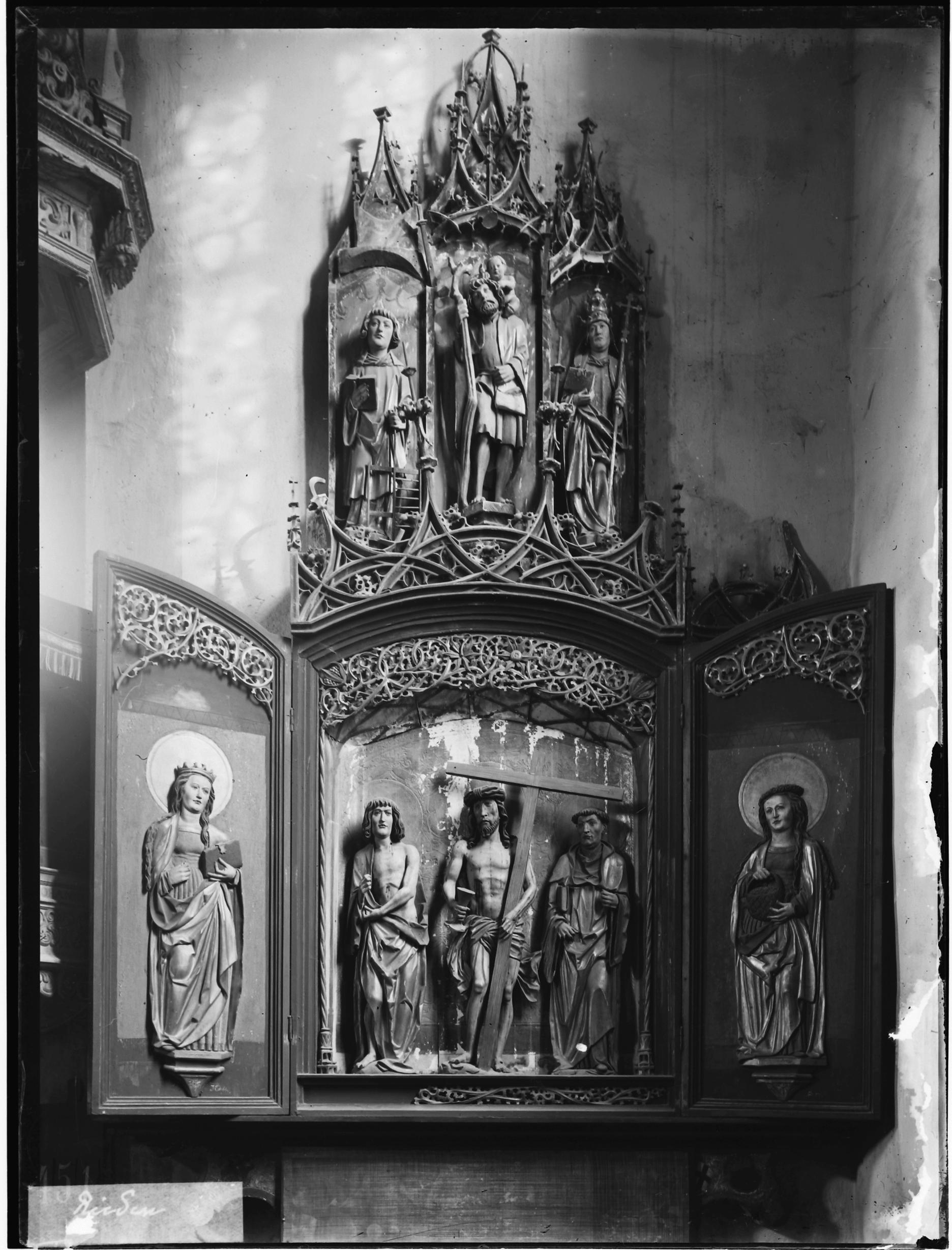
Der aufgeklappte Nothelferaltar im Jahr 1900.

Der spätgotische Seitenaltar (auch Heiligkreuz- und Nothelferaltar) der Marienkirche in Rieden (heute Gemeinde Rosengarten) wurde um 1520 im Stil der hällisch-fränkischen Kunsttradition geschaffen, während die flachen Flügelreliefs Anklänge an Arbeiten aus Ulm zeigen.
Die Predella ist stilistisch mit einer Altarpredella in der Wolfgangskirche in Tullau verwandt. Da diese Predella nach ihrer Inschrift 1520 entstanden ist, wird dasselbe Datum für den Seitenaltar der Kirche  in Rieden angenommen.

## Beschreibung

### Geschnitzte Figuren
Im Altarschrein befinden sich die geschnitzten Figuren des Christus bekrönt mit einem Dornenkranz, der ein Kreuz hält. Er wird auf der linken Seite von dem Hl. Sebastian flankiert. Auf der anderen Seite befindet sich die Figur des Hl. Leonhard. Auf der rechten Flügelinnenseite wird als Halbrelief die Hl. Dorothea dargestellt. Auf der linken Flügelinnenseite wird als Halbrelief vermutlich die Hl. Margarete dargestellt. Über dem Altarschrein baut sich ein geometrisch geformtes Maßwerk auf, in dem sich drei Heiligenfiguren befinden, so Christophorus mit Kind, flankiert von Laurentius. Rechts befindet sich die Figur von Papst Sixtus II.

### Altaraußenansicht
Wenn die Altarflügel zugeklappt werden, sind auf der Außenseiten der Altarflügel sowie den Standflügeln rechts und links vier Bildtafeln zu sehen. Auf der Außenseite des linken Altarflügels ist Christus als Schmerzensmann zu erkennen, während auf der Außenseite des rechten Altarflügels Maria als „Mater Dolorosa“ („schmerzhafte Muttergottes“) dargestellt wurde. Auf dem linken Standflügel ist der Hl. Leonhard als Benediktinermönch mit Tonsur und Kette dargestellt. Auf dem rechten Standflügel wird der Hl. Sebastian dargestellt. Die beiden Standflügel wurden vermutlich 1877 vom Altar getrennt. Erst bei der Renovierung 1981/82 wurden die Standflügel wieder am Altar angebracht.

### Predella
Das Predellagemälde zeigt die Vierzehn Nothelfer, die hinter einer langen Tafel sitzen. In der Mitte zwischen den Nothelfer ist die bekrönte Maria, die dem Jesuskind einen Apfel reicht. Links davon befindet sich Katharina von Alexandria mit ihrem Schwert und Krone. Das Kind steckt Katharina den Verlobungsring an den Finger. Die Nothelfer von links nach rechts sind hier: Cyriakus, Erasmus, Pantaleon, Barbara, Blasius, Margareta, Achatius, Vitus, Ägidius, Eustachius, Christophorus, Georg.